# Bertha Van Elslande
Bertha Maria Clara Cornelia Van Elslande (Vlamertinge, 4 februari 1920 – aldaar, 20 februari 2009) was een Belgisch gedeputeerde en provincieraadslid van christendemocratische strekking (CVP).
Ze werd vooral bekend omwille van het feit dat ze het eerste vrouwelijke lid was van de Bestendige Deputatie in West-Vlaanderen en in België. 

## Biografie
Bertha Van Elslande was het zevende kind van hoofonderwijzer Arthur Joseph Van Elslande en Marie Stephanie Dehaeck. Haar jongste broer Renaat was ruim twintig jaar minister en werd in 1992 benoemd tot minister van Staat.
Op 15 juli 1949 trouwde ze met Georges Henri Platteau. Georges was burgemeester van Vlamertinge en eerste schepen van Groot-Ieper. Samen kregen ze vijf kinderen: Jan, Karel, Anne-Mie, Christine en Stefaan.
Na een carrière als agente van het Gemeentekrediet, besloot ze zich begin jaren 1970 politiek in te zetten.
Op 1 september 1979 ging ze als personeelslid van de Provincie West-Vlaanderen met pensioen.
Op vrijdag 27 februari 2009 werd afscheid van haar genomen in een plechtige Eucharistieviering in de Sint-Vedastuskerk te Vlamertinge. Ten tijde van haar overlijden had ze 14 kleinkinderen en 8 achterkleinkinderen.

## Politieke carrière
Bertha Van Elslande was lid van de Bestendige Deputatie van de provincieraad van West-Vlaanderen. Ze bekleedde deze functie van 10 november 1971 tot en met 16 december 1978. In totaal diende ze 7 jaar, 1 maand en 6 dagen. Ze vertegenwoordigde het arrondissement Ieper en het ACW, en was de Bestendig afgevaardigde voor cultuur.
De eedaflegging bij gouverneur Ridder Pierre van Outryve d’Ydewalle heeft ze drie maal afgelegd; op 10 november 1971, op 15 maart 1974 en op 22 april 1977. Hierbij beloofde ze trouw aan de Koning, gehoorzaamheid aan de Grondwet en aan de wetten van het Belgisch Volk, zoals voorgeschreven in het decreet van het Nationaal Congres van 20 juli 1831.
Op 28 februari 1980 werd de eretitel van haar ambt unaniem verleend op basis van artikel 65 van de provinciewet. Hierbij beriepen ze zich op de tweede voorwaarde, waarbij het mandaat gedurende drie legislaturen uitgeoefend diende te worden.

## Bijzondere activiteiten
Bertha Van Elslande was
- voorzitster van de Vrouwengilde-Vlamertinge (1948-1968)
- gewestleidster K.A.V. Ieper (1961-1971)
- voorzitster van de Provinciale Jeugdraad en de Westvlaamse Vereniging voor de Vrije Tijd (1971)
- ondervoorzitster van de Provinciale commissies voor Beeldende Kunsten, Museumcommissie, Provinciale Bibliotheek en Cultuurarchief, Geschiedenis en Folklore, Muziek, Vocale Kunst, Sociaal-Cultureel vormingswerk, Taal en Letterkunde, Toneel en Wooncultuur
- initiatiefnemer van het Onderwijsmuseum in Ieper
- stichtster van de K.A.V. Vlamertinge
- lid van OKRA